# Georg Wilhelm Vogel

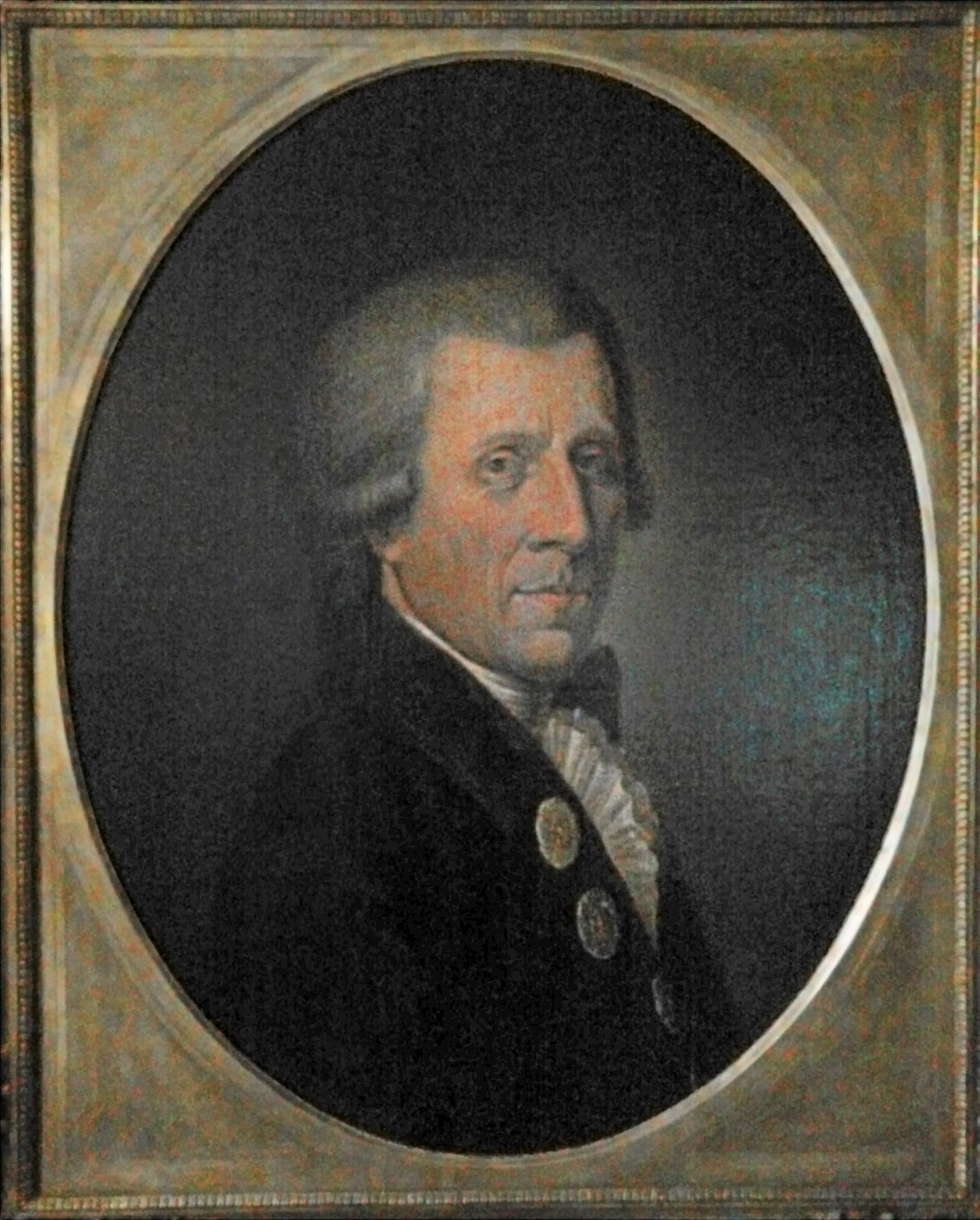
Georg Wilhelm Vogel (1743–1813)

Georg Wilhelm Vogel (* 7. November 1743 in Feuchtwangen; † 16. Dezember 1813 in Jena) war ein deutscher Jurist und Bürgermeister in Jena.
Vogel war Sekretär, Gerichtsdirektor und Rat in Köstritz und seit 1792 in Jena, zunächst als Landschaftskassierer (Kreiskassierer bei der Jenaer Landschaft). Im August 1793 wurde er zweiter Bürgermeister und im Juni 1805 erster Bürgermeister. Zur Zeit der Schlacht bei Jena und Auerstädt 1806 wohnte Napoleon Bonaparte in seinem Haus am Marktplatz in Jena. Ab Juli 1806 war er wieder zweiter Bürgermeister und August 1807 bis September 1808 nochmals erster Bürgermeister. Er blieb bis 1809 Bürgermeister. Auch während seiner Tätigkeit im Rat blieb er weiter hauptberuflich Kreiskassierer. 1801 wurde er Kammerrat.
Er war nur einer der Bürgermeister der Stadt in dieser Zeit. In gewisser Weise bedeutender, da diplomatisch geschickter und mit besseren Verbindungen, war der Hofagent von Sachsen-Weimar und Kaufmann Johann Christoph Jacob Paulsen (1768–1808), der 1789 bis 1808 Bürgermeister war und mit Vogel einige Male den Posten des ersten und zweiten Bürgermeisters wechselte. Vogel ist später für die Zeit als Bürgermeister 1806 während der Schlacht kritisiert worden, er wurde als kränklich, zögerlich und unentschlossen beschrieben. Paulsen war zu dieser Zeit schon erkrankt und fiel aus.
Vogel war in Jena sozial engagiert und richtete ein Armenhaus ein. Die Bewohner erhielten später Arbeit durch die Tuchfabrik seines Sohnes. Da er das Armenhaus mit harter Hand führte, war auch Kritik an ihm laut geworden. Es fand sich aber kein Anderer, der diese Aufgaben übernehmen wollte. Als er sich 1810 aus dem Stadtrat und der Politik zurückzog, nicht zuletzt durch Konflikte mit dem Stadtkommandanten um die Polizeidirektion, behielt er die Direktion der Kranken-, Arbeits- und Irrenanstalt. Er starb 1813 an einem Nervenfieber.

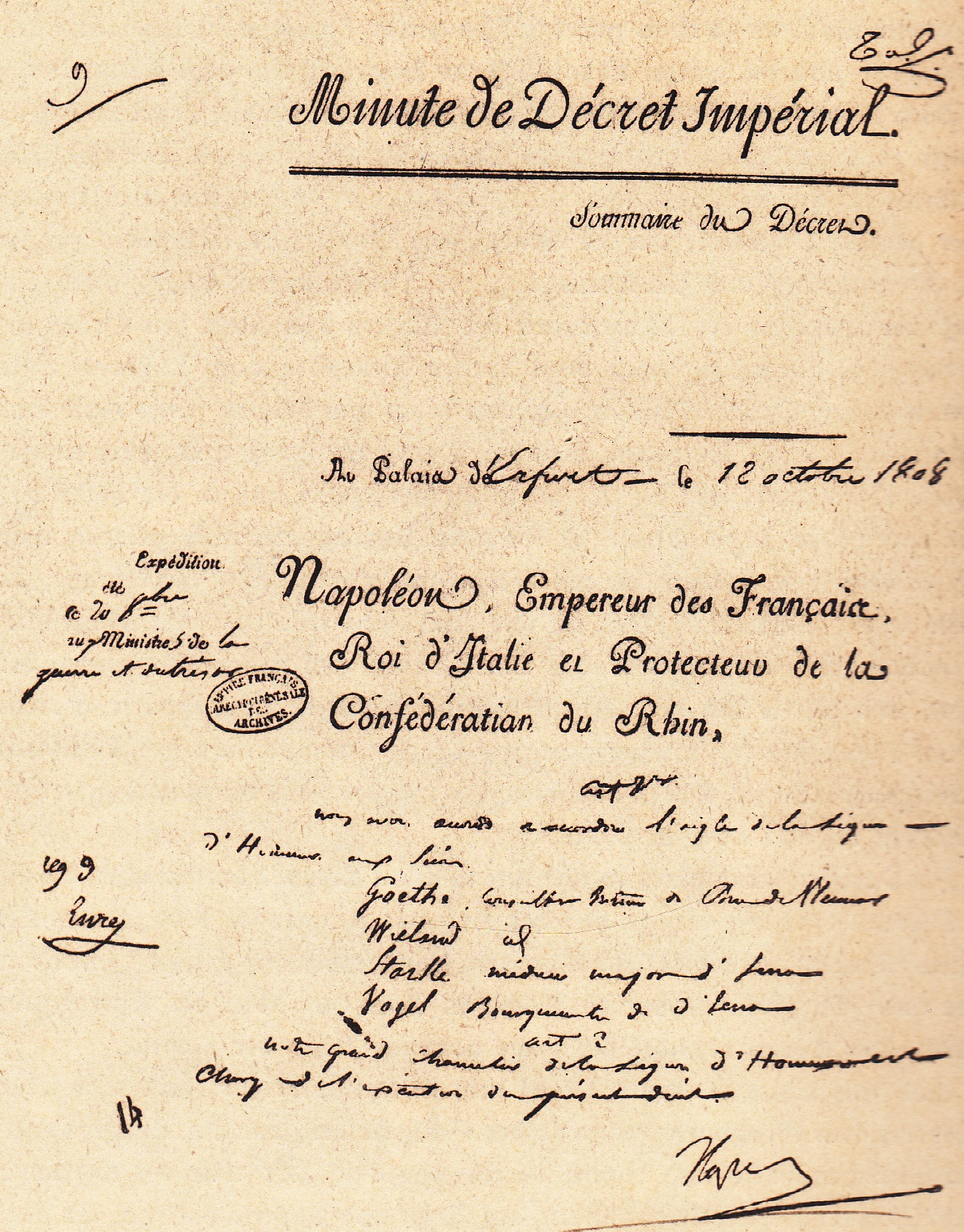
Dekret Napoleons zur Ernennung von Goethe, Wieland, Starke und Vogel zu Rittern der Ehrenlegion (12. Oktober 1808)

Am 12. Oktober 1808 wurde er von Napoleon für seine Verdienste bei der Betreuung von Verwundeten zum Ritter der Ehrenlegion ernannt (zugleich mit Johann Wolfgang von Goethe, Christoph Martin Wieland und Johann Christian Stark).
Seine Brüder waren:
- Georg Johann Ludwig Vogel (1742–1776), Orientalist und evangelischer Theologe;
- Benedict Christian Vogel (1745–1825), Mediziner, Botaniker und Hochschullehrer in Altdorf bei Nürnberg.